# Челопек (Пећ)
Челопек (алб. Çallapek) је насељено место у општини Пећ, на Косову и Метохији. Према попису становништва из 2011. у насељу је живело 947 становника.

## Становништво
Према попису из 2011. године, Челопек има следећи етнички састав становништва:
| Националност | 2011.        |
| Албанци      | 896 (94,61%) |
| Египћани     | 41 (4,33%)   |
| неизјашњени  | 10 (1,06%)   |
| Укупно       | 947          |

| Демографија | Демографија | Демографија |
| Година      | Становника  | Становника  |
| ----------- | ----------- | ----------- |
| 1948.       | 430         |             |
| 1953.       | 500         |             |
| 1961.       | 564         |             |
| 1971.       | 676         |             |
| 1981.       | 872         |             |
| 1991.       | 934         |             |
| 2011.       | 947         |             |